# Mister Sinister
Mr. Sinister, eredeti nevén Nathaniel Essex, egy kitalált szereplő, a Marvel Comics képregényeinek egyik szupergonosztevője.
Általában mint az X-Men nevű mutáns csapat ellensége jelenik meg. Első megjelenése Uncanny X-Men 221. számában volt 1987 szeptemberében. Chris Claremont író és Marc Silvestri rajzoló alkotta meg.

## Története
Nathaniel Essex a 19. században élt tudós volt, aki valósággal megszállottá vált Darwin fejlődéselméletétől vezetve.
Mialatt követte saját kutatásait felfedezte 1859-ben, hogy az emberiség egyre inkább mutálódik, amit ő „Essex Faktornak” nevezett el, a humán génállományban. A teóriáit kigúnyolták, ami elkeserítette, fia halála után még mélyebben a munkájába temetkezett.
Sok csoporthoz közeledett, hogy támogatásukat elnyerje, például a Hellfire, vagy Pokoltűz Klub. Felbérelt egy csapat orgyilkost, a Marauders-t vagy Martalócokat, hogy raboljanak embereket London utcáiról, akiken kísérletezhet, kiásta a saját fia testét is.
Ekkortájt lépett kapcsolatba vele az egyiptomi származású Apocalypse, vagy Apokalipszis, más néven En Sabah Nur, számos mitológia halálistene (akit az orgyilkosai ébresztettek fel) a második legkorábbi ismert mutáns (a legelső Selene, vagy Szelené, a vámpír).
Ketten szövetségre léptek, és az Apokalipszis a saját tudását felhasználva mutánssá tette Nathanielt.
Új képességeinek és kinézetének birtokában Essex levetette régi nevét és helyette ezután a Sinistert használta, az utolsó szót, amit felesége kiejtett a száján halála előtt, amikor felfedezte milyen szörnyűségeket követ el férje (és a stressz miatt, mert el kellett hajtatnia kettejük névtelen gyermekét).
Apokalipszis első parancsa az volt, hogy teremtsen járványt és romboljon, de Sinister megtagadta – neki saját és tiszta céljai voltak, és az öncélú rombolás nem képezte részüket. A járvány, amit teremtett csak Apokalipszist támadta meg, hibernált alvásba döntve azt.

## Ereje és képességei
Sinister talán a legnagyobb genetikusa a Marvel Univerzumnak. Képes embert klónozni, felruházni az új lényt különleges, „emberfeletti” képességekkel.
Alakváltó, molekuláris szinten ellenőrzi saját teste szerkezetét.
Már produkált telepatikus képességeket a múltban és bír némi telekinetikus erővel is. Nagyszerű sebész, és genetikus, gépész, biológus.

## Fordítás
- Ez a szócikk részben vagy egészben  a   Mister Sinister című angol Wikipédia-szócikk fordításán alapul.  Az eredeti cikk szerkesztőit annak laptörténete sorolja fel. Ez a jelzés csupán a megfogalmazás eredetét és a szerzői jogokat jelzi, nem szolgál a cikkben szereplő információk forrásmegjelöléseként.

## Külső hivatkozások
- Knightmare6.com; Mister Sinister FAQ